# Luca Chiumento
Luca Chiumento (Padua, 19 de novembro de 1997) é um remador italiano.

## Carreira
Representou a seleção italiana no Campeonato Europeu de Lucerna 2019, onde ficou em terceiro lugar na final B, competindo com seu compatriota Andrea Cattaneo. No Campeonato Europeu de Remo em Poznań 2020 conquistou a medalha de prata no skiff quádruplo.
Nos Jogos Olímpicos de Verão de 2024, em Paris, conquistou a medalha de prata na competição de skiff quádruplo masculino, ao lado de Luca Rambaldi, Giacomo Gentili e Andrea Panizza com o tempo de 5:44.40.